# Gentile Sermini
Gentile Sermini (fl. dopo il 1424) è stato uno scrittore italiano di Siena, noto per aver compilato dopo il 1424 una raccolta di quaranta novelle.
Questa raccolta, pubblicata integralmente per la prima volta nel 1874, contiene novelle in gran parte di argomento licenzioso, eccetto due brani in prosa e alcune poesie. La forma "rozza e pesante" di queste novelle fu duramente criticata da Giulio Reichenbach nella voce da lui curata nell’Enciclopedia italiana del 1936.
Secondo un'ipotesi la prima novella di Gentile Sermini, Vannino da Perugia e la Montanina, influenzò la famosa novella 33 di Masuccio Salernitano, riguardante le figure di Mariotto e Ganozza; secondo un'ipotesi alternativa Masuccio Salernitano si sarebbe ispirato direttamente al Decameron di Giovanni Boccaccio.

## Edizioni
- Gentile Sermini, Le Novelle di Gentile Sermini da Siena ora per la prima volta raccolte e pubblicate nella loro integrità, a cura di Francesco Vigo, Livorno, Francesco Vigo, 1874.